# Tervagant
Tervagant ou Tervagan est une divinité païenne imaginaire que prient les musulmans dans la littérature médiévale française, occitane et anglo-normande (La Chanson de Roland, Chanson d'Antioche, Vie de Saint Auban, Vida de Sant Honorat, Guilhem de la Barra, Guy de Warwick, etc.). Tervagant n'est pas adoré seul mais fait partie d'un groupe d'idoles qui varie d'une œuvre à l'autre. Le plus souvent, c'est une triade constituée de Mahomet, Apollyon et Tervagant.
On trouve ainsi Tervagant, dieu dont la statue pleure et rit, dans Le Jeu de saint Nicolas, un Mystère du Moyen Âge du XIIIe siècle, écrit par Jean Bodel.
Son étymologie n'est pas assurée. Le nom semble venir du latin *tervagans qui signifie « le trois-fois errant ». Peut-être est-ce la réminiscence d'une divinité païenne des carrefours, comme Venus Trivia. Ou peut-être est-ce la déformation d'une ancienne divinité gauloise, le Tarvos trigaranus ou « Taureau aux trois grues ».
Une autre hypothèse expliquerait ce terme. Tervagan ou Tervagant serait une déformation du cri de guerre des Arméniens Տեր Վկայն (Ter Vagahn) qui signifie « Le Seigneur (Dieu) est témoin ». Les auteurs médiévaux catholiques distinguaient ainsi les musulmans avec Mahomet, les Byzantins schismatiques avec Apollyon, et les Arméniens schismatiques avec Tervagan.